# ラファエル・ヒリヤー
ラファエル・ヒリヤー（Raphael Hillyer, 1914年4月10日 - 2010年12月27日）は、アメリカ出身のヴィオラ奏者。

## 概要
ニューヨーク州イサカにラファエル・シルバーマン(Raphael Silverman)として生まれる。7歳の時からヴァイオリンをはじめたが、10歳の時に両親とともにレニングラードに出かけて、当時18歳だったドミトリー・ショスタコーヴィチと会い、セルゲイ・コルグエフのレッスンを受けたことで音楽の道に本格的に進む決意を固めた。
16歳の時にカーティス音楽院に入学してウォルター・ピストンに作曲を学び、バークシャー音楽センターでも学んだ。一方で数学の勉学にも励み、1936年にダートマス大学で数学の学位をとった。また1930年代より家族の先祖名を英語読みにしたヒリヤー(Hillyer)姓を名乗るようになった。
1942年からボストン交響楽団のヴァイオリン奏者となり、ユージン・レーナーの後見により楽団員で結成したストラディヴァリ弦楽四重奏団にもヴィオラ奏者として参加した。1946年にウィリアム・シューマンの提唱でジュリアード弦楽四重奏団が作られた際にヴィオラ奏者として参加した。
在団中より、当時としては世界的に希少な存在であったヴィオラのソリストとして活動、1966年には日本フィルに客演し渡邉暁雄の指揮でバルトークのヴィオラ協奏曲を演奏している。
1969年に退団した後は、本格的にソリストとして活躍する一方で、室内楽奏者としても活動した。
2010年、ボストンにて没。